# Podochilus marsupialis
Podochilus marsupialis är en orkidéart som beskrevs av André Schuiteman. Podochilus marsupialis ingår i släktet Podochilus och familjen orkidéer. Inga underarter finns listade i Catalogue of Life.